# Monopole radical
Le monopole radical est une notion descriptive et critique de la société moderne de consommation et de productivisme. Développée par Ivan Illich, elle désigne non pas la situation monopolistique d'une marque particulière mais le monopole induit d'une ou plusieurs marques visant à modifier, contrôler et à terme contraindre des populations à modifier radicalement (d'où l'épithète « radical ») leurs habitudes quotidiennes notamment en restreignant leurs choix et leurs libertés.
Le monopole radical touche à tous les domaines de la vie quotidienne mais essentiellement ceux qui impliquent nécessairement un acte participatif d'achat et de consommation. Il impose ainsi de nouvelles habitudes alimentaires, vestimentaires, des contraintes dans la manière de se déplacer (marche à pied et vélo vaincus par les véhicules motorisés), d'aller au spectacle (toute-puissance de la télévision), etc.